# Steffie Spira

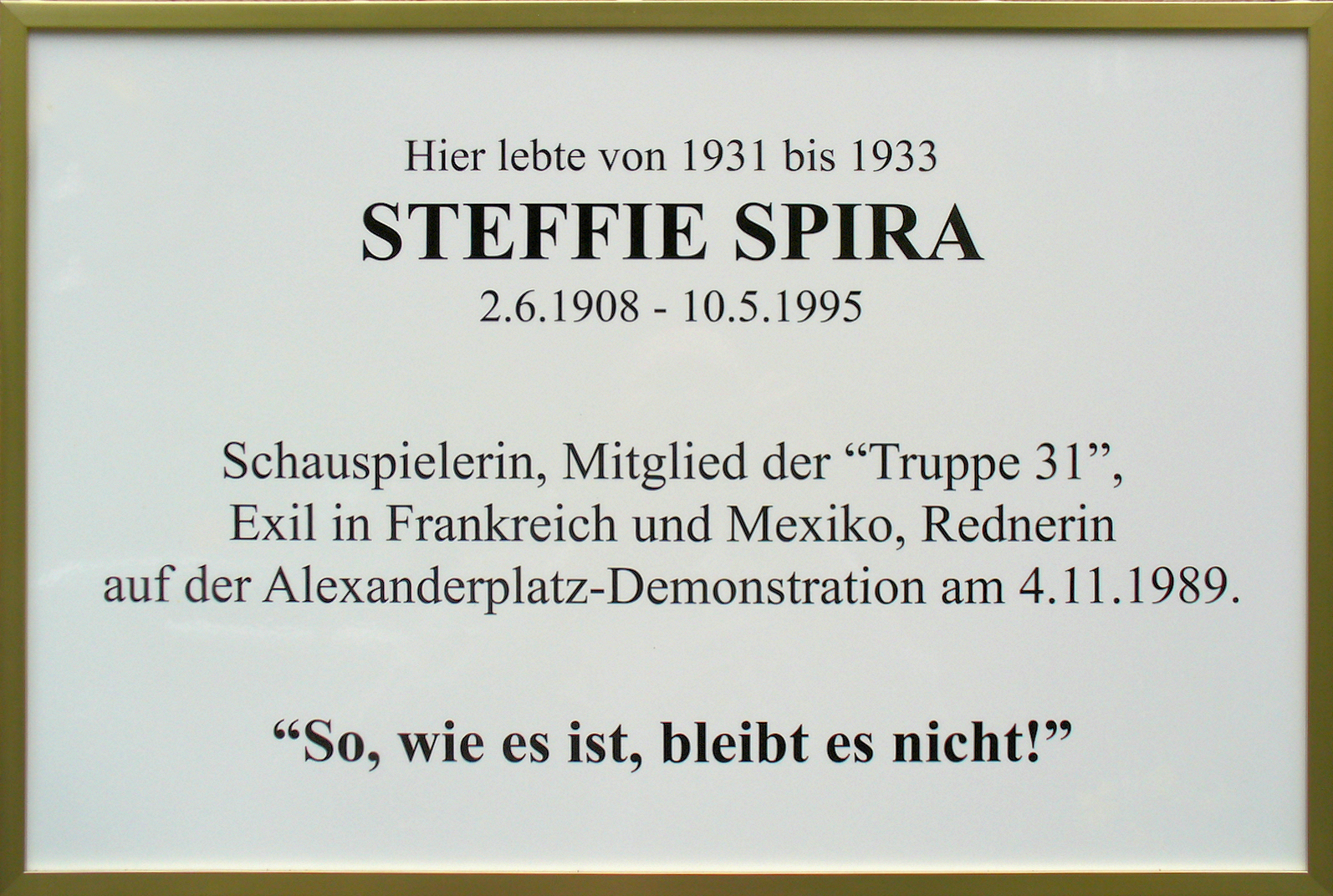
Placa conmemorativa en la Calle Bonner nº 9, en Berlín-Wilmersdorf

Steffie Spira (2 de junio de 1908 – 10 de mayo de 1995) fue una actriz teatral, cinematográfica y televisiva alemana. 

## Biografía
Su nombre de nacimiento era Stephanie Spira, y nació en Viena, Austria. Spira era hija de los actores Fritz y Lotte Spira, y era hermana de Camilla Spira, también actriz. 
En 1924 asistió a una escuela teatral, recibiendo su primer compromiso sobre el escenario en 1925. En 1926 trabajó para la sociedad de actores, y en 1928 actuó en el Volksbühne de Berlín. En 1931 ingresó en el Partido Comunista de Alemania, y fue cofundadora de la compañía teatral de ideología comunista Truppe 1931. Ese mismo año se casó con el director teatral Günter Ruschin, y en 1933 emigró a Suiza. A lo largo de 14 años de exilio, ella fue actriz teatral en París, representando obras de Bertolt Brecht, y trabajó en el cabaret Die Laterne de esa capital. Tras separarse de su marido, fue encarcelada en las prisiones de La Roquette, y después en el campo de internamiento de Rieucros. Desde allí, la familia huyó a México, donde perteneció al club de exiliados Heinrich-Heine-Klub.
El año 1947 volvió a Alemania a bordo de un carguero soviético, y al siguiente año actuaba en el Deutschen Theater de Wolfgang Langhoff. Pero sobre todo empezó a actuar en el Volksbühne, con papeles en obras como Der Biberpelz (de Gerhart Hauptmann), además de trabajar en el Theater am Schiffbauerdamm. También participó, entre otras, en la película de 1954 dedicada a Ernst Thälmann Ernst Thälmann – Sohn seiner Klasse, dirigida por Kurt Maetzig), que reflejaba la historia oficial del Partido Socialista Unificado de Alemania. 
El 4 de noviembre de 1989 se llevó a cabo en la Alexanderplatz de Berlín la Manifestación de Alexanderplatz, con una asistencia de cerca de medio millón de personas, y en la cual Steffie Spira dio un discurso en el cual exigía que el gobierno de Alemania del Este presentara su renuncia.
Steffie Spira falleció en Berlín, Alemania, en 1995, a los 86 años de edad. Fue enterrada en el Cementerio Zentralfriedhof Friedrichsfelde de Berlín. Tuvo un hijo, Thomas Ruschin, que se dedicó al doblaje.

## Filmografía (selección)
- 1927 : Wenn die Mutter und die Tochter
- 1929 : Des Haares und der Liebe Wellen
- 1948 : Der große Mandarin
- 1949 : Die Brücke
- 1950 : Bürgermeister Anna
- 1951 : El súbdito
- 1955 : Ernst Thälmann – Führer seiner Klasse
- 1956 : Thomas Müntzer – Ein Film deutscher Geschichte
- 1958 : Der Prozeß wird vertagt
- 1959 : Das Feuerzeug
- 1960 : Alwin der Letzte
- 1961 : Schneewittchen
- 1963 : Die Glatzkopfbande
- 1972 : Die große Reise der Agathe Schweigert
- 1972 : Die Bilder des Zeugen Schattmann (miniserie TV)
- 1972 : Florentiner 73 (TV)
- 1974 : Neues aus der Florentiner 73 (TV)
- 1977 : Du und icke und Berlin (TV)
- 1979 : Gelb ist nicht nur die Farbe der Sonne (TV)
- 1982 : Die Beunruhigung
- 1984 : Eine sonderbare Liebe
- 1984 : Klassenkameraden (TV)
- 1986 : Blonder Tango
- 1986 : Fahrschule
- 1986 : Neumanns Geschichten (serie TV)
- 1988 : Die Schauspielerin
- 1988 : Die Geschichte von der Gänseprinzessin und ihrem treuen Pferd Falada
- 1990 : Polizeiruf 110: Allianz für Knete (TV)

## Premios
- 1985: Miembro honorario de la Asociación de Artistas Teatrales de la RDA